# Kriegerdenkmal vor der Peterskirche (Leipzig)

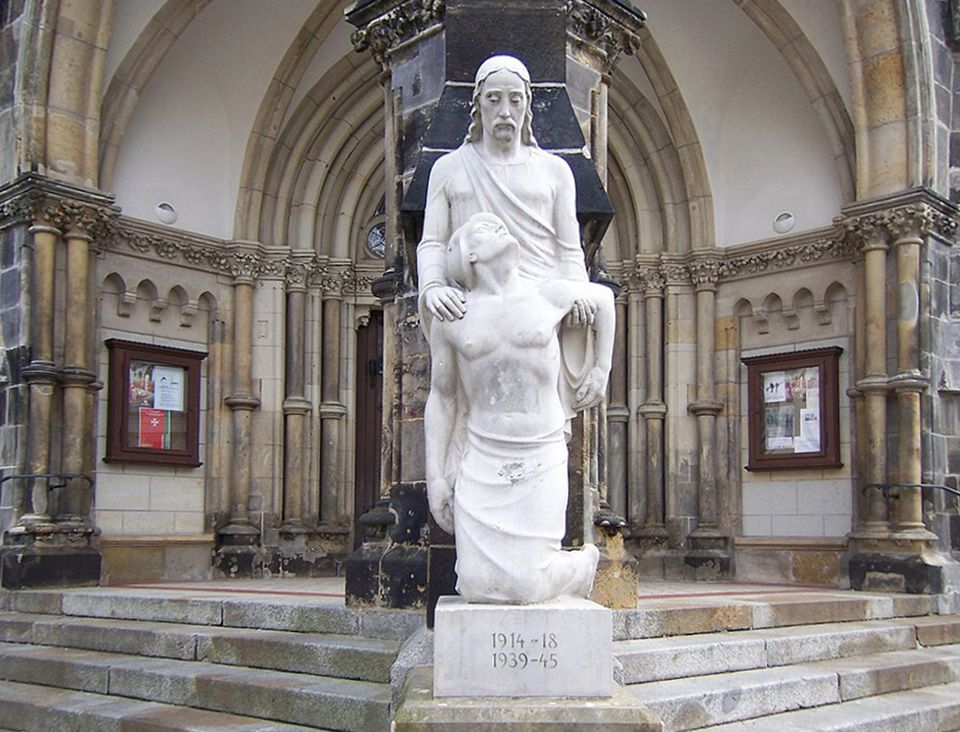
Kriegerdenkmal vor der Peterskirche (2011)

Das Kriegerdenkmal vor der Peterskirche in Leipzig wurde für die im Ersten Weltkrieg gefallenen Mitglieder der Kirchgemeinde errichtet. Sein Schöpfer war der Leipziger Bildhauer Max Alfred Brumme (1891–1967). Es steht auf den Treppenstufen vor der Kirche auf dem Gaudigplatz und genießt gemeinsam mit der Kirche Denkmalschutz.

## Beschreibung
Das Denkmal zeigt eine überlebensgroße, auf einem quadratischen Sockel stehende Jesusfigur aus schlesischem Sandstein mit einem sterbenden Soldaten davor. Dieser – spärlich bekleidet, durch einen Stahlhelm aber als solcher gekennzeichnet – wendet sich kniend Jesus zu, der ihn gleichsam auffängt und zu sich nimmt. Damit reduziert sich die Aussage auf das Menschliche und ist „frei von nationalistischen Sprüchen und Symbolen“. Auf der Vorderseite des Sockels stehen die Jahreszahlen beider Weltkriege und die Künstlersignatur ALF. BRUMME.

## Geschichte
1932 beschloss der Kirchenrat der Petersgemeinde, ein Gefallenen-Ehrenmal für die Opfer des Ersten Weltkriegs zu errichten. Die Idee von Namenstafeln wurde bald verworfen, da bei der Größe der Gemeinde der Leipziger Südvorstadt über 1400 Gefallene zu betrauern waren. 1933 kam die Idee mit einer Figur am Eingang auf, die schließlich zu einer Ausschreibung für die Realisierung führte mit der Begrenzung von 4000 Reichsmark Gesamtkosten für das Denkmal. Die meisten Stimmen erhielt der Entwurf von Max Alfred Brumme, der dem Kirchenvorstand von staatlicher Seite als Vertrauensmann des Bundes Deutscher Bilderhauer e.V. für die Durchführung des Wettbewerbs zur Seite gestellt worden war. Es wurde aber bezweifelt, ob der aufwendige Entwurf Brummes den Kostenrahmen einhalten könne. Nach monatelangem Streit wurde Brummes Entwurf dennoch anstelle des zweitplatzierten von Fritz Zalisz (1893–1971) realisiert und kostete insgesamt 4228 Reichsmark. Die Enthüllung des Denkmals erfolgte am 21. November 1937.
Zerstörungen machten bereits 1943 eine Restaurierung erforderlich, die Brumme selbst ausführte. 1963 wandte sich Brumme mit dem Anliegen an den Kirchenvorstand, aufgrund der „anhaltenden Verwüstung“ und des „Vandalismus der Jugend“ das Denkmal in die Kirche zu versetzen. Diese Anfrage wurde jedoch zunächst vertagt und nach Brummes Übersiedlung 1965 in die BRD nicht weiter verfolgt. 1997 erfolgte die bisher letzte Restaurierung mit Reinigung und Ergänzung der Fehlstellen durch den Leipziger Bildhauer Markus Gläser (* 1960), wobei auch die Inschrift am Sockel durch 1939–1945 für die Toten des Zweiten Weltkrieges ergänzt wurde.